# Municipio de Cleveland (condado de Hamlin)
El municipio de Cleveland (en inglés: Cleveland Township) es un municipio ubicado en el condado de Hamlin en el estado estadounidense de Dakota del Sur. En el año 2010 tenía una población de 251 habitantes y una densidad poblacional de 2,7 personas por km².

## Geografía
El municipio de Cleveland se encuentra ubicado en las coordenadas 44°35′12″N 97°18′36″O / 44.58667, -97.31000. Según la Oficina del Censo de los Estados Unidos, el municipio tiene una superficie total de 92.82 km², de la cual 89,83 km² corresponden a tierra firme y (3,22 %) 2,99 km² es agua.

## Demografía
Según el censo de 2010, había 251 personas residiendo en el municipio de Cleveland. La densidad de población era de 2,7 hab./km². De los 251 habitantes, el municipio de Cleveland estaba compuesto por el 99,6 % blancos, el 0,4 % eran afroamericanos. Del total de la población el 0 % eran hispanos o latinos de cualquier raza.